# Pentagonurus dybowskii
Pentagonurus dybowskii is een vlokreeftensoort uit de familie van de Pallaseidae. De wetenschappelijke naam van de soort is voor het eerst geldig gepubliceerd in 1899 door Stebbing.